# Hans-Günther Schwarz
Hans-Günther Schwarz (* 13. August 1945 in Geiselbullach) ist ein deutscher Germanist, Inhaber des McCulloch-Lehrstuhls für deutsche und europäische Studien an der Dalhousie University in Halifax, Kanada.

## Leben
Schwarz wurde 1972 an der McGill University mit einer Dissertation über den symbolischen Gebrauch von Requisiten zum Ph.D. promoviert. Anschließend lehrte er an der Dalhousie University, zunächst bis 1978 als Assistant Professor, danach als Associate Professor und ab 1987 als (voller) Professor. Er hatte auch Gastprofessuren in Heidelberg (1992, ab 1999), Poznań (1997), Pécs und Macerata (1993, 2008, 2012) inne. Er war Dozent am Institut für Deutsch als Fremdsprachenphilologie der Universität Heidelberg und Ausstellungskurator. Publikationen erschienen zum Drama (Das stumme Zeichen, 1974), zum Realismus, besonders zu J.M.R. Lenz (Dasein und Realität, 1985), zur Orientrezeption (Orient-Okzident, 1990 und Der Orient und die Ästhetik der Moderne, 2003). Sein besonderes Interesse gilt der vergleichenden Ästhetik und der Kunst.
Seit 2004 ist Hans-Günther Schwarz als Herausgeber der „Schriftenreihe des Instituts für Fremdsprachenphilologie“ tätig.

## Schriften (Auswahl)

### Monografien
- Das stumme Zeichen. Der symbolische Gebrauch von Requisiten. (= Studien zur Germanistik, Anglistik und Komparatistik. Bd. 24). Bouvier, Bonn 1974, ISBN 3-416-00938-X.
- Dasein und Realität. Theorie und Praxis des Realismus bei J. M. R. Lenz. (= Studien zur Germanistik, Anglistik und Komparatistik. Bd. 116). Bouvier, Bonn 1985, ISBN 3-416-01919-9.
- Der Orient und die Ästhetik der Moderne. Iudicium, München 2003, ISBN 3-89129-803-X.
- Anderswerden. Tradition und Revolution in der deutschen Literatur. Iudicium, München 2021, ISBN 978-3-86205-549-4.

### Herausgeberschaften
- mit Geraldine Gutiérrez de Wienken und Frieder Hepp: Schiffbrüche und Idyllen. Mensch, Natur und die vergängliche, fließende Welt (ukiyo-e) in Ost und West. Iudicium, München 2014, ISBN 978-3-86205-455-8.
- mit Dagmar Hirschfelder und Frieder Hepp:  Unwirklichkeiten. Zum Problem der Realität in der Moderne. Iudicium, München 2020, ISBN 978-3-86205-461-9.